# Tanja Karpela

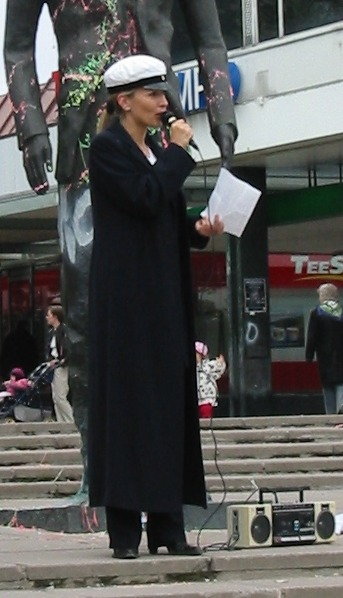
Tanja Saarela en 2002

Tanja Tellervo Karpela (née Tanja Vienonen, puis Tanja Karpela, puis Tanja Saarela le 22 août 1970 à Salo en Finlande), est députée et ancienne ministre de la Culture de la Finlande (2003-2007), membre du Parti du centre. 

## Biographie
Avant sa carrière politique, commencée par une élection en tant que députée d'Uusimaa en 1999, Tanja Vienonen est élue Miss Finlande en 1991.
Elle est mariée à Totti Karpela de 1995 à 1999, avec lequel elle a deux enfants, et de 2006 à 2007 avec le réalisateur Olli Saarela.
Elle est une cible favorite des tabloïds de son pays, qui lui ont construit une réputation peu enviable. Elle provoque des remous lorsque des rumeurs la lient à Sauli Niinistö en 2001, à l'époque ministre des Finances et numéro 2 du gouvernement. Leur relation est officialisée en 2003, puis dissoute en 2004.
Plus récemment, les médias déterrent des rumeurs d'une hypothétique relation d'une nuit avec le premier ministre Matti Vanhanen. Les deux admettent avoir dormi dans la même chambre d'hôtel mais démentent fermement toute relation intime, ce qui n'empêche pas le premier ministre de se retrouver en position très inconfortable pendant plusieurs semaines.